# Heteropilumnus splendidus
Heteropilumnus splendidus is een krabbensoort uit de familie van de Pilumnidae. De wetenschappelijke naam van de soort is voor het eerst geldig gepubliceerd in 1929 door De Man.